# Nella terra dei pinguini
Nella terra dei pinguini (В земята на пингвините) е двайсет и петият студиен албум на италианската певица Пати Право, издаден на 16 февруари 2011 година от музикалната компания Carosello. Албумът е издаден както на компактдиск, така и на винилова плоча веднага след участието на Пати на шейсет и първото издание на Музикалния фестивал „Санремо“ същата година, на който участва с песента Il vento e le rose (Вятърът и розите), но не успява да стигне до финала.

## Песни
1. La vita è qui – 3:46 (текст: Лука Рустичи, Филип Леон – музика: Ания)
2. Unisono – 4:00 (Джулиано Санджорджи)
3. Schiaffi di carezze – 3:34 (текст: Давид Джонфридо, Марко Мильори – музика: Илария Кортезе, Марко Мильори)
4. Il vento e le rose – 3:46 (текст: Диего Калвети – музика: Диего Калвети, Марко Чапели)
5. Come fiele – 3:29 (текст: Марко Джакомели, Фабио Петрило – музика: Марко Чапели, Саверио Гранди, Пати Право)
6. Basti tu – 2:57 (текст: Давид Джонфридо – музика: Илария Кортезе)
7. The Fool – 2:47 (текст: Давид Джонфридо – музика: Диего Калвети, Марко Чапели)
8. Cielo – 3:57 (Джулиано Санджорджи)
9. Malato amore – 3:02 (текст: Марко Джакомели, Фабио Петрило – музика: Илария Кортезе, Пати Право)
10. Averti qui con me – 3:14 (текст: Емилиано Чечере, Диего Калвети – музика: Марко Чапели)
11. Fuoco calamita – 3:38 (текст: Марко Мильори – музика: Марко Мильори, Марко Чапели, Лапо Консортини)
12. Mille lire al mese – 3:18 (текст: Карло Иноченци – музика: Алесандро Сопранци)
13. Il vento e le rose – 3:51 (текст: Диего Калвети – музика: Диего Калвети, Марко Чапели) (дует с Морган)
14. Sogno – 3:32 (текст: Марко Джакомели, Фабио Петрило – музика: Илария Кортезе, Пати Право)

|  | Тази страница частично или изцяло представлява превод на страницата Nella terra dei pinguini в Уикипедия на италиански. Оригиналният текст, както и този превод, са защитени от Лиценза „Криейтив Комънс – Признание – Споделяне на споделеното“, а за съдържание, създадено преди юни 2009 година – от Лиценза за свободна документация на ГНУ. Прегледайте историята на редакциите на оригиналната страница, както и на преводната страница, за да видите списъка на съавторите. ВАЖНО: Този шаблон се отнася единствено до авторските права върху съдържанието на статията. Добавянето му не отменя изискването да се посочват конкретни източници на твърденията, които да бъдат благонадеждни. |